# Danger Doom
Danger Doom (stilizzato DANGERDOOM) è un gruppo statunitense nato dalla collaborazione tra il DJ e beatmaker Danger Mouse e il rapper MF DOOM. Il loro primo e unico album in studio The Mouse and the Mask è stato pubblicato nel 2005, seguito dall'EP Occult Hymn nel 2006.

## Carriera
Danger Mouse e MF Doom avevano collaborato in precedenza al brano Social Distortion dell'album The Slickness del rapper Prince Po, al remix di Somersault dei Zero 7 e al brano November Has Come del secondo album in studio dei Gorillaz, Demon Days.
MF Doom ha dichiarato che spera di fare un secondo album dei Danger Doom in cui sarà presente "rap dal punto di vista dei cartoni animati e delle loro voci, piuttosto che creare semplicemente storie intorno a loro". Nel 2008, giravano voci secondo cui Danger Mouse doveva riunirsi con MF Doom, tuttavia questo non è mai successo e da allora non è stato annunciato nulla in merito.
Gran parte della musica dei Danger Doom contiene materiale proveniente e approvato da Adult Swim, un blocco di programmazione televisiva per adulti che va in onda a tarda notte su Cartoon Network.
I personaggi Frullo, Fritto, Polpetta, Carl Brutananadilewski, Ignignokt e Err della serie animata Aqua Teen Hunger Force appaiono tutti nell'album The Mouse and the Mask. Altri riferimenti ad altre serie di Adult Swim si possono trovare nella canzone El Chupa Nibre, in cui si sentono le voci di Brak (personaggio di Space Ghost Coast to Coast e The Brak Show) e Lois Griffin (de I Griffin). Sia il titolo della canzone El Chupa Nibre che il suo testo fanno riferimento alla serie animata Futurama. Le due canzoni Perfect Hair e A.T.H.F. sono entrambi riferimenti diretti delle serie animate da cui derivano i loro nomi: Perfect Hair Forever e il già citato Aqua Teen Hunger Force. Nella canzone Basket Case appaiono anche Harvey Birdman, Mentok e altri personaggi della serie animata Harvey Birdman, Attorney at Law, altra serie andata in onda su Adult Swim. La canzone Sofa King è un altro riferimento ad Aqua Teen Hunger Force, infatti appaiono sia il trio degli Aqua Teen che il malvaggio BillyWitchDoctor.com apparso nell'episodio Video Ouija. La musica di Danger Doom è stata usata anche dalla stessa Adult Swim; una di queste canzoni è Space Ho's, riferimento al supereroe Space Ghost.
Danger Doom è stato premiato anche per il miglior album hip-hop dell'anno secondo PLUG Independent Music Awards, per il loro primo e unico album in studio The Mouse and the Mask.

## Discografia

### Album in studio
- 2005 - The Mouse and the Mask

### EP
- 2006 - Occult Hymn

### Singoli
- 2005 - Sofa King
- 2006 - Old School